# Експериментальний звуковий фільм Діксона
Експериментальний звуковий фільм Діксона ― фільм, створений Вільямом Діксоном наприкінці 1894 або на початку 1895 року. Це перший відомий фільм із записаним живим звуком і перший фільм, знятий для Кінетофона ― протозвукової кінофільмової системи, розробленої Діксоном і Томасом Едісоном. Фільм був знятий у «Чорній Марії. Немає жодних доказів того, що вона колись експонувалася в оригінальному форматі.
У фільмі Вільям Діксон грає на скрипці у звукозаписувальний пристрій для воскового циліндра поза камерою. Мелодія взята з баркароли «Song of the Cabin Boy», з «Les cloches de Corneville» (буквально «Дзвони Корневіля»; в англомовних країнах відома як «Куранти Нормандії») ― легкої опери, написаної Робером Планкетом у 1877 році. Перед Діксоном двоє чоловіків танцюють під музику. В останні секунди четвертий чоловік коротко переходить зліва направо за пристроєм. 
Час роботи відновленої плівки ― сімнадцять секунд; супровідний циліндр містить приблизно двох хвилин звучання, включаючи двадцять три секунди скрипкової музики, що включає й саундтрек до фільму. У 2003 році «Експериментальний звуковий фільм Діксона» був включений до щорічної добірки 25 кінофільмів, доданих до Національного реєстру фільмів Бібліотеки Конгресу США. Він вважається культурно, історично чи естетично значущим, і рекомендується для збереження.